# 京都フィルハーモニー室内合奏団
特定非営利活動法人京都フィルハーモニー室内合奏団（きょうとフィルハーモニーしつないがっそうだん）は、京都市を本拠地とする室内オーケストラである。公益社団法人日本オーケストラ連盟準会員。

## 沿革
1972年に設立。各種コンサートの他、学校音楽観賞会を京都府内の小学校で行うなどクラシック音楽の啓蒙活動に取り組んでいる。2000年に特定非営利活動法人（NPO）となり、活動が本格的した。現在18名のメンバーで構成されている。共演者は佐藤俊太郎、有田正広、千住真理子らがおり、2005年11月12日には第21回京都賞受賞のため来日していたニコラウス・アーノンクールが公開リハーサルという形で指揮した。
かつては特定の指揮者を置いていなかったが、2014年4月から2019年9月まで齊藤一郎が音楽監督を務めた。
2020年4月から栁澤寿男がミュージックパートナーに就任。
近年行われた「ちびっこクリスマス」では京都市少年合唱団との共演も果たしている。
2016年に「第203回定期公演「三陸のうた祈り」」について第15回佐川吉男音楽賞奨励賞を受賞。